# Noctubourgognea frigida
Noctubourgognea frigida là một loài bướm đêm trong họ Noctuidae.